# マリンの海物語!〜ドリームプロジェクトM〜
『マリンの海物語!〜ドリームプロジェクトM〜』（マリンのうみがたり ドリームプロジェクト・エム）は、BS-TBSで2013年11月5日から2014年10月28日まで毎週火曜日23:30 - 翌0:00に放送されていたドキュメントバラエティ番組。

## 概要
パチンコ・パチスロ機『海物語シリーズ』のキャンペーンガール「ミスマリンちゃん」の初冠番組。CDデビューが決定した6代目ミスマリンちゃん（大浦育子・美月・小柳歩）がトップスターになるという夢をつかむため、毎回登場するスパルタコーチの指導を受けて様々な試練に立ち向かう育成バラエティ。
番組名にちなみ、コーチは原則として名前にMがつく人が出演。さらに指南役として、同時期に地上波のTBSテレビ『7つの海を楽しもう!世界さまぁ〜リゾート』で共演しているさまぁ〜ずがVTR出演する。
第17回放送でミスマリンちゃんの音楽ユニット名を発表。第19回でデビュー曲「飛び出せサマー」をテレビ初披露した。
三洋物産の一社提供。

## 出演者
6代目ミスマリンちゃん（ミスマリ）
- 大浦育子
- 美月
- 小柳歩

コーチ
- さまぁ〜ず

## テーマ曲
オープニング&エンディングテーマ
- マリン 「海物語 〜Go!Go! SEA STORY〜」（#1-19）
- ミスマリ 「飛び出せサマー」（#20- ）

## スタッフ
- ナレーション：栗原美幸（#1-8）、磯山良司（江戸むらさき /#9- ）
- 企画：西尾聖（ホリプロ）
- 構成：佐藤大地、大塚泰博
- CAM：小西賢輔、米田恵生、蜜谷司、渡晴男
- タイトルデザイン：豊田正志
- 技術協力：STUDIO38
- ロケ協力：Outrigger Guam Resort、グアム政府観光局
- AD：横澤将弘、西方麻奈美
- ディレクター：山田和也、佐川陽亮、三浦謙太郎、新井大輔
- 演出：大岩タカユキ
- プロデューサー：堤智志・岡部亮一・甲斐勇輝（ホリプロ）
- 総合プロデューサー：西尾聖（ホリプロ）
- 制作協力：BigFace
- 製作･著作：ホリプロ

## 関連番組
- 7つの海を楽しもう!世界さまぁ〜リゾート